# Philinae
De Philinae vormen een onderfamilie van kevers uit de familie Vesperidae. De onderfamilie is lang beschouwd als een onderfamilie van de boktorren. Op basis van het werk van Švácha et al. uit 1997 werd de groep afgescheiden van de boktorren, en als onderfamilie in de familie Vesperidae geplaatst. Bouchard et al. namen deze zienswijze over in hun overzichtsartikel van de familiegroepsnamen van de kevers.

## Geslachten
- Tribus Philini
  - Doesus Pascoe, 1862
  - Heterophilus Pu, 1988
  - Mantitheus Fairmaire, 1889
  - Philus Saunders, 1853
  - Spiniphilus Lin & Bi, 2011